# 共通
| ウィキペディアには「共通」という見出しの百科事典記事はありません（タイトルに「共通」を含むページの一覧/「共通」で始まるページの一覧）。 代わりにウィクショナリーのページ「共通」が役に立つかもしれません。 |